# István Ruppert
István Ruppert (* 25. Dezember 1954 in Balatoncsicsó, Ungarn) ist ein ungarischer Konzertorganist und Professor für Orgelmusik an der Franz-Liszt-Musikakademie (LFZE) in Budapest.

## Leben
István Ruppert, aus einem musikalischen Haushalt stammend, studierte zunächst Maschinenbau. Er begann im Alter von 24 Jahren bei Ferenc Gergely mit dem Orgelspiel. Seit 1985 nahm er mehrere Sommerkurse in Belgien, den Niederlanden und Deutschland und erhielt 1987 das Diplom an der Franz-Liszt-Musikakademie in Budapest. Seither ist Ruppert Professor für Orgel an der Budapester Musikakademie und an der Győrer Széchenyi István Hochschule. Zwischen 1993 und 2002 hielt er mehrere Meisterklassen und Gastdozenturen in Finnland, den USA, Japan und Deutschland. 2004 wurde er in Budapest mit einer Arbeit über The pedal of the organ („Das Pedal der Orgel“) zum Doctor of Liberal Arts (DLA) promoviert. Von 2005 bis 2019 war Ruppert Dekan an der Széchenyi István Hochschule und unternahm Konzertreisen in fast alle Länder Europas, nach Japan, Brasilien und in die USA. Insgesamt spielte er 21 CD-Produktionen ein und erhielt zahlreiche bedeutende Musikpreise.

## Auszeichnungen
- 2003: Artisjus Prize
- 2004: „Performer of the Year“ – New Jersey, USA
- 2017: Szent László Prize of Győr
- 2020: Liszt Ferenc Prize